# Tercera División de España 1968-69
La temporada 1968–69 de la Tercera División de España de fútbol corresponde a la 32.ª edición del campeonato y se disputó entre el 8 de septiembre de 1968 y el 9 de julio de 1969.

## Sistema de competición
La Tercera División de España 1968-69 fue organizada por la Federación Española de Fútbol (RFEF).
El campeonato contó con la participación de 160 clubes divididos en ocho grupos. La competición siguió un sistema de liga, de modo que los equipos de cada grupo se enfrentaron entre sí, todos contra todos en dos ocasiones -una en campo propio y otra en campo contrario- sumando un total de treinta y ocho jornadas. El orden de los encuentros se decidió por sorteo antes de empezar la competición.
Se estableció una clasificación con arreglo a los puntos obtenidos en cada enfrentamiento, a razón de dos por partido ganado, uno por empatado y ninguno en caso de derrota. En caso de empate a puntos entre dos o más clubes en la clasificación, se tuvo en cuenta el mayor cociente de goles. 
Los primeros clasificados de cada grupo disputaron la Fase de Ascenso en sistema de eliminatorias. Los cuatro vencedores ascendieron directamente a Segunda División, mientras que los perdedores se enfrentaron en otra eliminatoria a los equipos de Segunda División clasificados entre el decimotercer y decimosexto puesto para decidir ascenso o permanencia según el caso.
Los dos últimos clasificados de cada grupo descendieron a categoría Regional, aunque en algunos grupos hubo más descensos.
Por primera vez un equipo de las Islas Canarias compite en Tercera División, en este caso el CD Tenerife.

## Clasificaciones

### Grupo I
| Pos. | Equipo                     | Pts. | PJ | G  | E  | P  | GF | GC | Dif. | Clasificación                 |
| ---- | -------------------------- | ---- | -- | -- | -- | -- | -- | -- | ---- | ----------------------------- |
| 1    | C. D. Orense               | 63   | 38 | 27 | 9  | 2  | 86 | 14 | +72  | Acceso a Promoción de ascenso |
| 2    | U. P. Langreo              | 57   | 38 | 26 | 5  | 7  | 89 | 33 | +56  |                               |
| 3    | S. D. Compostela           | 56   | 38 | 26 | 4  | 8  | 90 | 27 | +63  |                               |
| 4    | C. D. Ensidesa             | 52   | 38 | 22 | 8  | 8  | 91 | 36 | +55  |                               |
| 5    | C. D. Lugo                 | 43   | 38 | 18 | 7  | 13 | 61 | 41 | +20  |                               |
| 6    | Atlético Pontevedrés C. F. | 40   | 38 | 16 | 8  | 14 | 38 | 34 | +4   |                               |
| 7    | C. D. San Martín           | 37   | 38 | 13 | 11 | 14 | 39 | 50 | −11  |                               |
| 8    | Candás C. F.               | 36   | 38 | 12 | 12 | 14 | 39 | 43 | −4   |                               |
| 9    | Fabril Deportivo           | 36   | 38 | 15 | 6  | 17 | 38 | 45 | −7   |                               |
| 10   | Club Gran Peña             | 35   | 38 | 14 | 7  | 17 | 41 | 55 | −14  |                               |
| 11   | El Entrego C. D.           | 33   | 38 | 13 | 7  | 18 | 56 | 78 | −22  |                               |
| 12   | C. D. Turón                | 33   | 38 | 14 | 5  | 19 | 46 | 80 | −34  |                               |
| 13   | S. D. Vetusta              | 32   | 38 | 12 | 8  | 18 | 40 | 47 | −7   |                               |
| 14   | Atlético Gijón             | 32   | 38 | 11 | 10 | 17 | 36 | 66 | −30  |                               |
| 15   | Alondras C. F.             | 32   | 38 | 13 | 6  | 19 | 42 | 65 | −23  |                               |
| 16   | C. D. Praviano             | 31   | 38 | 10 | 11 | 17 | 46 | 65 | −19  |                               |
| 17   | Caudal Deportivo           | 29   | 38 | 8  | 13 | 17 | 34 | 44 | −10  |                               |
| 18   | Atlético Orense            | 28   | 38 | 10 | 8  | 20 | 30 | 59 | −29  |                               |
| 19   | Club Lemos (D)             | 28   | 38 | 10 | 8  | 20 | 36 | 60 | −24  | Descenso a Categoría Regional |
| 20   | Arosa S. C. (D)            | 27   | 38 | 9  | 9  | 20 | 23 | 59 | −36  | Descenso a Categoría Regional |

 Fuente: Futbolme

### Grupo II
| Pos. | Equipo                       | Pts. | PJ | G  | E  | P  | GF | GC  | Dif. | Clasificación                 |
| ---- | ---------------------------- | ---- | -- | -- | -- | -- | -- | --- | ---- | ----------------------------- |
| 1    | Bilbao Atlético              | 64   | 38 | 29 | 6  | 3  | 89 | 26  | +63  | Acceso a Promoción de ascenso |
| 2    | Real Santander S. D.         | 62   | 38 | 27 | 8  | 3  | 85 | 17  | +68  |                               |
| 3    | Real Avilés C. F.            | 60   | 38 | 27 | 6  | 5  | 94 | 25  | +69  |                               |
| 4    | Cultural Leonesa             | 52   | 38 | 23 | 6  | 9  | 84 | 44  | +40  |                               |
| 5    | S. D. Ponferradina           | 51   | 38 | 20 | 11 | 7  | 66 | 42  | +24  |                               |
| 6    | Sestao S. C.                 | 49   | 38 | 20 | 9  | 9  | 91 | 48  | +43  |                               |
| 7    | Club Baracaldo Altos Hornos  | 47   | 38 | 19 | 9  | 10 | 50 | 32  | +18  |                               |
| 8    | Gimnástica de Torrelavega    | 43   | 38 | 19 | 5  | 14 | 63 | 42  | +21  |                               |
| 9    | C. D. Villosa                | 42   | 38 | 17 | 8  | 13 | 48 | 43  | +5   |                               |
| 10   | Recreativo Europa Delicias   | 38   | 38 | 14 | 10 | 14 | 48 | 48  | 0    |                               |
| 11   | S. D. Erandio Club           | 37   | 38 | 13 | 11 | 14 | 49 | 50  | −1   |                               |
| 12   | C. D. Basconia               | 35   | 38 | 15 | 5  | 18 | 67 | 72  | −5   |                               |
| 13   | C. D. Guecho                 | 35   | 38 | 14 | 7  | 17 | 64 | 52  | +12  |                               |
| 14   | S. D. Rayo Cantabria         | 34   | 38 | 13 | 8  | 17 | 50 | 51  | −1   |                               |
| 15   | Arenas Club                  | 31   | 38 | 12 | 7  | 19 | 59 | 63  | −4   |                               |
| 16   | S. D. Hullera Vasco-Leonesa  | 21   | 38 | 9  | 3  | 26 | 40 | 98  | −58  |                               |
| 17   | C. F. Júpiter Leonés         | 18   | 38 | 6  | 6  | 26 | 34 | 91  | −57  |                               |
| 18   | U. D. Cacabelense            | 18   | 38 | 6  | 6  | 26 | 25 | 99  | −74  |                               |
| 19   | C. A. Bembibre (D)           | 16   | 38 | 5  | 6  | 27 | 15 | 75  | −60  | Descenso a Categoría Regional |
| 20   | S. D. Hulleras de Sabero (D) | 7    | 38 | 1  | 5  | 32 | 24 | 127 | −103 | Descenso a Categoría Regional |

 Fuente: Futbolme

### Grupo III
| Pos. | Equipo                     | Pts. | PJ | G  | E  | P  | GF  | GC  | Dif. | Clasificación                 |
| ---- | -------------------------- | ---- | -- | -- | -- | -- | --- | --- | ---- | ----------------------------- |
| 1    | C. A. Osasuna              | 61   | 38 | 28 | 5  | 5  | 103 | 30  | +73  | Acceso a Promoción de ascenso |
| 2    | Real Unión de Irún         | 53   | 38 | 24 | 5  | 9  | 71  | 34  | +37  |                               |
| 3    | C. D. Logroñés             | 51   | 38 | 20 | 11 | 7  | 80  | 36  | +44  |                               |
| 4    | San Sebastián C. F.        | 47   | 38 | 20 | 7  | 11 | 83  | 47  | +36  |                               |
| 5    | C. D. Teruel               | 47   | 38 | 19 | 9  | 10 | 75  | 57  | +18  |                               |
| 6    | S. D. Eibar                | 45   | 38 | 18 | 9  | 11 | 58  | 38  | +20  |                               |
| 7    | C. D. Tudelano             | 43   | 38 | 17 | 9  | 12 | 75  | 48  | +27  |                               |
| 8    | Aragón C. F.               | 43   | 38 | 16 | 11 | 11 | 53  | 44  | +9   |                               |
| 9    | S. D. Huesca               | 42   | 38 | 17 | 8  | 13 | 57  | 52  | +5   |                               |
| 10   | C. D. Oberena              | 37   | 38 | 15 | 7  | 16 | 50  | 62  | −12  |                               |
| 11   | U. D. Barbastro            | 37   | 38 | 15 | 7  | 16 | 51  | 59  | −8   |                               |
| 12   | Atlético de Monzón         | 36   | 38 | 13 | 10 | 15 | 51  | 60  | −9   |                               |
| 13   | C. D. Calvo Sotelo Andorra | 33   | 38 | 14 | 5  | 19 | 60  | 66  | −6   |                               |
| 14   | C. D. Numancia             | 33   | 38 | 13 | 7  | 18 | 54  | 63  | −9   |                               |
| 15   | C. D. Motrico              | 32   | 38 | 12 | 8  | 18 | 51  | 67  | −16  |                               |
| 16   | C. D. Calahorra            | 31   | 38 | 12 | 7  | 19 | 48  | 64  | −16  |                               |
| 17   | C. D. Binéfar              | 31   | 38 | 11 | 9  | 18 | 41  | 80  | −39  |                               |
| 18   | U. D. Chantrea             | 27   | 38 | 11 | 5  | 22 | 46  | 75  | −29  |                               |
| 19   | C. D. Ejea (D)             | 21   | 38 | 7  | 7  | 24 | 38  | 87  | −49  | Descenso a Categoría Regional |
| 20   | Arenas S. D. (D)           | 10   | 38 | 2  | 6  | 30 | 31  | 107 | −76  | Descenso a Categoría Regional |

 Fuente: Futbolme

### Grupo IV
| Pos. | Equipo                  | Pts. | PJ | G  | E  | P  | GF | GC | Dif. | Clasificación                 |
| ---- | ----------------------- | ---- | -- | -- | -- | -- | -- | -- | ---- | ----------------------------- |
| 1    | C. D. San Andrés        | 53   | 38 | 22 | 9  | 7  | 64 | 31 | +33  | Acceso a Promoción de ascenso |
| 2    | C. D. Tarrasa           | 49   | 38 | 19 | 11 | 8  | 71 | 48 | +23  |                               |
| 3    | C. F. Calella           | 48   | 38 | 19 | 10 | 9  | 64 | 42 | +22  |                               |
| 4    | C. F. Badalona          | 47   | 38 | 18 | 11 | 9  | 67 | 48 | +19  |                               |
| 5    | U. D. Lérida            | 46   | 38 | 19 | 8  | 11 | 57 | 40 | +17  |                               |
| 6    | C. D. Europa            | 46   | 38 | 18 | 10 | 10 | 56 | 38 | +18  |                               |
| 7    | C. D. Condal            | 45   | 38 | 17 | 11 | 10 | 66 | 38 | +28  |                               |
| 8    | U. D. Olot              | 44   | 38 | 19 | 6  | 13 | 59 | 44 | +15  |                               |
| 9    | C. F. Villanueva        | 40   | 38 | 16 | 8  | 14 | 65 | 57 | +8   |                               |
| 10   | C. F. Samboyano         | 37   | 38 | 16 | 5  | 17 | 51 | 59 | −8   |                               |
| 11   | Gerona C. F.            | 36   | 38 | 16 | 4  | 18 | 54 | 49 | +5   |                               |
| 12   | C. F. Gavá              | 36   | 38 | 14 | 8  | 16 | 70 | 72 | −2   |                               |
| 13   | Atlético Cataluña C. F. | 33   | 38 | 11 | 11 | 16 | 57 | 56 | +1   |                               |
| 14   | C. F. Lloret            | 31   | 38 | 13 | 5  | 20 | 53 | 75 | −22  |                               |
| 15   | U. D. A. Gramanet       | 30   | 38 | 12 | 6  | 20 | 42 | 53 | −11  |                               |
| 16   | C. F. Villafranca       | 30   | 17 | 13 | 4  | 0  | 52 | 84 | −32  |                               |
| 17   | U. D. Figueras          | 29   | 38 | 11 | 7  | 20 | 51 | 82 | −31  |                               |
| 18   | C. D. Moncada           | 28   | 38 | 7  | 14 | 17 | 49 | 77 | −28  |                               |
| 19   | C. F. Palafrugell (D)   | 27   | 38 | 10 | 9  | 19 | 36 | 67 | −31  | Descenso a Categoría Regional |
| 20   | C. F. Igualada (D)      | 23   | 38 | 8  | 7  | 23 | 38 | 65 | −27  | Descenso a Categoría Regional |

 Fuente: Futbolme

### Grupo V
| Pos. | Equipo                   | Pts. | PJ | G  | E  | P  | GF | GC | Dif. | Clasificación                 |
| ---- | ------------------------ | ---- | -- | -- | -- | -- | -- | -- | ---- | ----------------------------- |
| 1    | C. D. Castellón          | 60   | 38 | 25 | 10 | 3  | 84 | 19 | +65  | Acceso a Promoción de ascenso |
| 2    | Gimnástico de Tarragona  | 57   | 38 | 27 | 3  | 8  | 83 | 34 | +49  |                               |
| 3    | Levante U. D.            | 52   | 38 | 22 | 8  | 8  | 78 | 34 | +44  |                               |
| 4    | C. D. Acero              | 51   | 38 | 22 | 7  | 9  | 71 | 33 | +38  |                               |
| 5    | C. D. Atlético Baleares  | 51   | 38 | 22 | 7  | 9  | 56 | 27 | +29  |                               |
| 6    | C. D. Tortosa            | 41   | 38 | 15 | 11 | 12 | 68 | 43 | +25  |                               |
| 7    | Torrente C. F.           | 38   | 38 | 14 | 10 | 14 | 48 | 46 | +2   |                               |
| 8    | C. D. Onda               | 37   | 38 | 16 | 5  | 17 | 55 | 51 | +4   |                               |
| 9    | Villarreal C. F.         | 37   | 38 | 15 | 7  | 16 | 50 | 50 | 0    |                               |
| 10   | U. D. Mahón              | 36   | 38 | 14 | 8  | 16 | 50 | 55 | −5   |                               |
| 11   | C. D. Benicarló          | 35   | 38 | 16 | 3  | 19 | 51 | 62 | −11  |                               |
| 12   | S. D. Ibiza              | 33   | 38 | 14 | 5  | 19 | 44 | 55 | −11  |                               |
| 13   | C. D. Manacor            | 32   | 38 | 13 | 6  | 19 | 39 | 66 | −27  |                               |
| 14   | C. F. Reus Deportivo     | 32   | 38 | 12 | 8  | 18 | 47 | 71 | −24  |                               |
| 15   | Atlético Levante (D)     | 32   | 38 | 12 | 8  | 18 | 47 | 56 | −9   | Descenso a Categoría Regional |
| 16   | C. D. Menorca            | 31   | 38 | 12 | 7  | 19 | 36 | 55 | −19  |                               |
| 17   | C. D. Constancia (D)     | 28   | 38 | 11 | 6  | 21 | 49 | 90 | −41  | Descenso a Categoría Regional |
| 18   | C. D. Soledad            | 28   | 38 | 11 | 6  | 21 | 34 | 63 | −29  |                               |
| 19   | U. D. Poblense (D)       | 27   | 38 | 10 | 7  | 21 | 39 | 73 | −34  | Descenso a Categoría Regional |
| 20   | U. P. Santa Catalina (D) | 22   | 38 | 9  | 4  | 25 | 40 | 86 | −46  | Descenso a Categoría Regional |

 Fuente: Futbolme
Notas:
1. 1 2  El equipo perdió la categoría en una promoción de permanencia.

### Grupo VI
| Pos. | Equipo                   | Pts. | PJ | G  | E  | P  | GF | GC | Dif. | Clasificación                 |
| ---- | ------------------------ | ---- | -- | -- | -- | -- | -- | -- | ---- | ----------------------------- |
| 1    | Hércules C. F.           | 55   | 38 | 22 | 11 | 5  | 80 | 31 | +49  | Acceso a Promoción de ascenso |
| 2    | C. D. Cartagena          | 55   | 38 | 24 | 7  | 7  | 72 | 33 | +39  |                               |
| 3    | Atlético Calvo Sotelo    | 46   | 38 | 20 | 6  | 12 | 68 | 47 | +21  |                               |
| 4    | C. F. Gandía             | 44   | 38 | 19 | 6  | 13 | 72 | 49 | +23  |                               |
| 5    | Real Jaén C. F.          | 44   | 38 | 20 | 4  | 14 | 61 | 39 | +22  |                               |
| 6    | C. D. Eldense            | 42   | 38 | 14 | 14 | 10 | 55 | 47 | +8   |                               |
| 7    | Novelda C. F.            | 41   | 38 | 17 | 7  | 14 | 45 | 49 | −4   |                               |
| 8    | Albacete Balompié        | 39   | 38 | 16 | 7  | 15 | 52 | 44 | +8   |                               |
| 9    | Benidorm C. F.           | 38   | 38 | 13 | 12 | 13 | 42 | 50 | −8   |                               |
| 10   | C. D. Manchego           | 38   | 38 | 14 | 10 | 14 | 46 | 56 | −10  |                               |
| 11   | Linares C. F.            | 37   | 38 | 15 | 7  | 16 | 54 | 45 | +9   |                               |
| 12   | C. D. La Unión           | 37   | 38 | 15 | 7  | 16 | 45 | 60 | −15  |                               |
| 13   | Imperial C. F.           | 36   | 38 | 16 | 4  | 18 | 58 | 55 | +3   |                               |
| 14   | Valdepeñas C. F.         | 34   | 38 | 14 | 6  | 18 | 46 | 52 | −6   |                               |
| 15   | Orihuela Deportiva C. F. | 34   | 38 | 12 | 10 | 16 | 50 | 68 | −18  |                               |
| 16   | C. D. Iliturgi           | 33   | 38 | 14 | 5  | 19 | 58 | 62 | −4   |                               |
| 17   | S. D. Sueca              | 33   | 38 | 13 | 7  | 18 | 40 | 51 | −11  |                               |
| 18   | Paiporta C. F.           | 29   | 38 | 13 | 3  | 22 | 55 | 77 | −22  |                               |
| 19   | Águilas C. F. (D)        | 25   | 38 | 9  | 7  | 22 | 44 | 79 | −35  | Descenso a Categoría Regional |
| 20   | Tomelloso C. F. (D)      | 20   | 38 | 6  | 8  | 24 | 36 | 85 | −49  | Descenso a Categoría Regional |

 Fuente: Futbolme

### Grupo VII
| Pos. | Equipo                     | Pts. | PJ | G  | E  | P  | GF | GC | Dif. | Clasificación                 |
| ---- | -------------------------- | ---- | -- | -- | -- | -- | -- | -- | ---- | ----------------------------- |
| 1    | R. C. Recreativo de Huelva | 54   | 36 | 24 | 6  | 6  | 66 | 29 | +37  | Acceso a Promoción de ascenso |
| 2    | Melilla C. F.              | 51   | 36 | 22 | 7  | 7  | 53 | 25 | +28  |                               |
| 3    | Triana Balompié            | 51   | 36 | 21 | 9  | 6  | 67 | 40 | +27  |                               |
| 4    | Atlético de Ceuta          | 44   | 36 | 16 | 12 | 8  | 54 | 41 | +13  |                               |
| 5    | Sevilla Atlético           | 41   | 36 | 14 | 13 | 9  | 60 | 26 | +34  |                               |
| 6    | C. A. Marbella             | 39   | 36 | 13 | 13 | 10 | 44 | 40 | +4   |                               |
| 7    | Xerez C. D.                | 38   | 36 | 15 | 8  | 13 | 56 | 47 | +9   |                               |
| 8    | R. B. Linense              | 38   | 36 | 14 | 10 | 12 | 45 | 43 | +2   |                               |
| 9    | Algeciras C. F.            | 37   | 36 | 14 | 9  | 13 | 56 | 50 | +6   |                               |
| 10   | C. D. Alcalá               | 36   | 36 | 15 | 6  | 15 | 43 | 38 | +5   |                               |
| 11   | C. D. San Fernando         | 35   | 36 | 15 | 5  | 16 | 56 | 54 | +2   |                               |
| 12   | Atlético Malagueño (D)     | 34   | 36 | 11 | 12 | 13 | 49 | 45 | +4   | Descenso a Categoría Regional |
| 13   | C. D. Estepona             | 33   | 36 | 13 | 7  | 16 | 46 | 58 | −12  |                               |
| 14   | Recreativo Portuense       | 32   | 36 | 11 | 10 | 15 | 40 | 44 | −4   |                               |
| 15   | Atlético Sanluqueño C. F.  | 27   | 36 | 10 | 7  | 19 | 35 | 53 | −18  |                               |
| 16   | C. D. Rota                 | 26   | 36 | 10 | 6  | 20 | 33 | 66 | −33  |                               |
| 17   | Adra C. F.                 | 24   | 36 | 13 | 4  | 19 | 38 | 79 | −41  |                               |
| 18   | Ayamonte C. F.             | 24   | 36 | 9  | 6  | 21 | 38 | 61 | −23  |                               |
| 19   | Balón de Cádiz C. F. (D)   | 14   | 36 | 3  | 8  | 25 | 31 | 71 | −40  | Descenso a Categoría Regional |
| 20   | C. D. Almería (D)          | 0    | 0  | 0  | 0  | 0  | 0  | 0  | 0    | Descenso a Categoría Regional |

 Fuente: Futbolme
Notas:
1. ↑  El Atlético Malagueño perdió la categoría en una promoción de permanencia.
2. ↑  El Adra C. F. figuró con seis puntos menos por sanción federativa.
3. ↑  El C. D. Almería se retiró de la competición a falta de diez jornadas, todos sus resultados fueron anulados.

### Grupo VIII
| Pos. | Equipo                      | Pts. | PJ | G  | E  | P  | GF | GC  | Dif. | Clasificación                 |
| ---- | --------------------------- | ---- | -- | -- | -- | -- | -- | --- | ---- | ----------------------------- |
| 1    | U. D. Salamanca             | 55   | 38 | 23 | 9  | 6  | 72 | 26  | +46  | Acceso a Promoción de ascenso |
| 2    | C. D. Colonia Moscardó      | 55   | 38 | 24 | 7  | 7  | 92 | 42  | +50  |                               |
| 3    | A. D. Plus Ultra            | 49   | 38 | 19 | 11 | 8  | 53 | 34  | +19  |                               |
| 4    | C. D. Cacereño              | 46   | 38 | 19 | 8  | 11 | 60 | 44  | +16  |                               |
| 5    | Tenerife Atlético           | 45   | 38 | 20 | 5  | 13 | 79 | 40  | +39  |                               |
| 6    | C. D. Badajoz               | 44   | 38 | 16 | 12 | 10 | 57 | 40  | +17  |                               |
| 7    | C. D. Quintanar de la Orden | 43   | 38 | 18 | 7  | 13 | 67 | 55  | +12  |                               |
| 8    | R. S. D. Alcalá             | 41   | 38 | 16 | 9  | 13 | 71 | 58  | +13  |                               |
| 9    | S. R. Boetticher y Navarro  | 38   | 38 | 15 | 8  | 15 | 54 | 71  | −17  |                               |
| 10   | Mérida Industrial C. F.     | 37   | 38 | 12 | 13 | 13 | 53 | 55  | −2   |                               |
| 11   | C. D. Pegaso                | 35   | 38 | 13 | 9  | 16 | 52 | 62  | −10  |                               |
| 12   | Talavera C. F.              | 35   | 38 | 13 | 9  | 16 | 43 | 51  | −8   |                               |
| 13   | Reyfra Atlético O. J. E.    | 35   | 38 | 15 | 5  | 18 | 52 | 57  | −5   |                               |
| 14   | C. D. Carabanchel           | 35   | 38 | 14 | 7  | 17 | 58 | 48  | +10  |                               |
| 15   | C. F. Extremadura           | 33   | 38 | 14 | 5  | 19 | 43 | 58  | −15  |                               |
| 16   | C. D. Plasencia             | 33   | 38 | 12 | 9  | 17 | 41 | 70  | −29  |                               |
| 17   | Aviaco Madrileño C. F.      | 32   | 38 | 8  | 16 | 14 | 57 | 68  | −11  |                               |
| 18   | S. D. Gimnástica Segoviana  | 32   | 38 | 12 | 8  | 18 | 50 | 72  | −22  |                               |
| 19   | C. D. Béjar Industrial (D)  | 26   | 38 | 7  | 12 | 19 | 41 | 67  | −26  | Descenso a Categoría Regional |
| 20   | Askar C. F. (D)             | 11   | 38 | 2  | 7  | 29 | 29 | 109 | −80  | Descenso a Categoría Regional |

 Fuente: Futbolme

## Promoción de ascenso a Segunda División

### Equipos clasificados
Los siguientes equipos se clasificaron para la promoción de ascenso a Segunda División:
En negrita se indican los equipos que ascendieron a Segunda División.
| Grupo I      | Grupo II           | Grupo III           | Grupo IV         |
| ------------ | ------------------ | ------------------- | ---------------- |
| 1º CD Orense | 1º Bilbao Atlético | 1º Atlético Osasuna | 1º CD San Andrés |

| Grupo V         | Grupo VI       | Grupo VII                  | Grupo VIII      |
| --------------- | -------------- | -------------------------- | --------------- |
| 1º CD Castellón | 1º Hércules CF | 1º RC Recreativo de Huelva | 1º UD Salamanca |

### Equipos ascendidos
Los siguientes equipos ascendieron a Segunda División:
| - Club Atlético Osasuna | - Bilbao Atlético Club | - Club Deportivo Castellón | - Club Deportivo Orense | - Unión Deportiva Salamanca | - Club Deportivo San Andrés |